# Ливан на летних Олимпийских играх 1984
Ливан принимал участие в Летних Олимпийских играх 1984 года в Лос-Анджелесе (США) в девятый раз за свою историю, но не завоевал ни одной медали. Сборная страны состояла из 22 спортсменов (21 мужчина, 1 женщина), которые приняли участие в соревнованиях по лёгкой атлетике, тяжёлой атлетике, боксу, велоспорту, фехтованию, дзюдо, стрельбе, плаванию и борьбе.